# Take It as It Comes
Take It as It Comes – piosenka amerykańskiego zespołu The Doors wydana na debiutanckiej płycie zespołu The Doors w 1967 roku. 
Tekst, autorstwa Jima Morrisona, opowiada o konieczności akceptowania tego co przynosi nam życie. Jest to odniesienie do nauk Maharisziego, nauczyciela transcendentalnej medytacji, któremu ten utwór został zadedykowany.